# Antti Kaikkonen
Antti Kaikkonen, né le 14 février 1974 à Turku, est un homme politique finlandais, président du Parti du centre.
Député finlandais depuis mars 2003, il est, entre juin 2019 et janvier 2023 puis entre février 2023 et juin 2023 ministre de la Défense,.
Il est élu à la tête du parti en juin 2024.